# 达德利·庞德
海軍元帥阿尔弗雷德·达德利·皮克曼·罗杰斯·庞德爵士 GCB OM GCVO（Sir Alfred Dudley Pickman Rogers Pound，1877年8月29日—1943年10月21日）是英国皇家海军的一位高级军官。他曾在第一次世界大战期间担任过战列舰舰长，参加过日德兰海战，立下战功，与友军协力击沉德军小巡洋舰（Kleiner Kreuzer）威斯巴登号（SMS Wiesbaden）。在二战的前四年里，他曾担任第一海務大臣。在这个职位上，庞德取得的最大成就是挫败德军U型潜艇的无限制潜艇战以及打赢大西洋海戰，但他在1940年挪威戰役期间作出的决断也遭受过质疑，盟军最终在这场战役中落败；他于1940年做出的罢免海军上将达德利·诺斯的决定也曾遭人质疑。1943年，庞德的身体健康每况愈下，在辞职后不久就因腦腫瘤病逝了。